# Curium
Pour les articles homonymes, voir Curium (homonymie).
Le curium, de symbole Cm, est l'élément chimique de numéro atomique 96. C'est un transuranien synthétique de la famille des actinides. Il a été nommé d'après les physiciens Pierre et Marie Curie.
Le curium se présente comme un métal radioactif, d'un blanc argenté et d'une grande dureté. Il se forme dans les réacteurs nucléaires : une tonne de combustible usé en contient en moyenne 20 g.
Le curium est formé pour la première fois à l'été 1944 à partir d'un élément plus léger, le plutonium. Cette découverte n'est tout d'abord pas rendue publique. Ce n'est que le 11 novembre 1945, au cours d'une émission américaine pour les enfants, que l'invité, Glenn T. Seaborg, auteur de la découverte, annonce au public son existence, en répondant à un jeune auditeur qui demandait si on avait découvert de nouveaux éléments.
Le curium est un puissant émetteur α. En raison de la grande puissance thermique qui en résulte, il a été envisagé de l'utiliser dans des générateurs thermoélectriques à radioisotope. En outre, il a été utilisé pour la fabrication de plutonium 238 destinée à réaliser des générateurs à radioisotope à faible radioactivité γ, pour activer des stimulateurs cardiaques par exemple. Cet élément peut être utilisé comme matière première pour la fabrication d'autres transuraniens et transactinides. Il sert aussi de source de rayons α dans les spectromètres X avec lesquels les robots explorateurs de Mars Sojourner, Spirit et Opportunity ont analysé les roches martiennes, et l'atterrisseur Philaé de la sonde Rosetta a analysé la surface de la comète 67P/Tchourioumov-Guerassimenko.

## Histoire

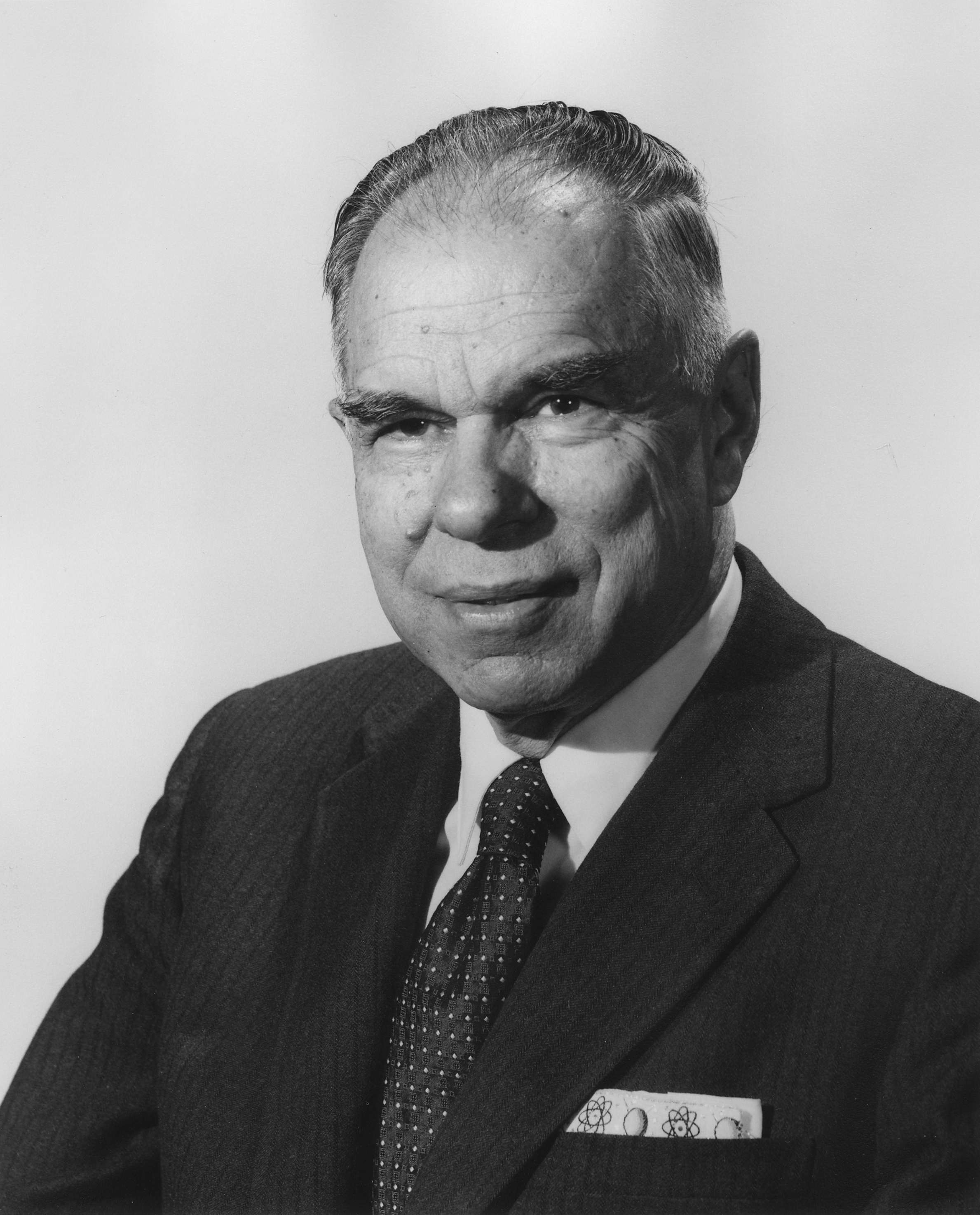
Glenn T. Seaborg.

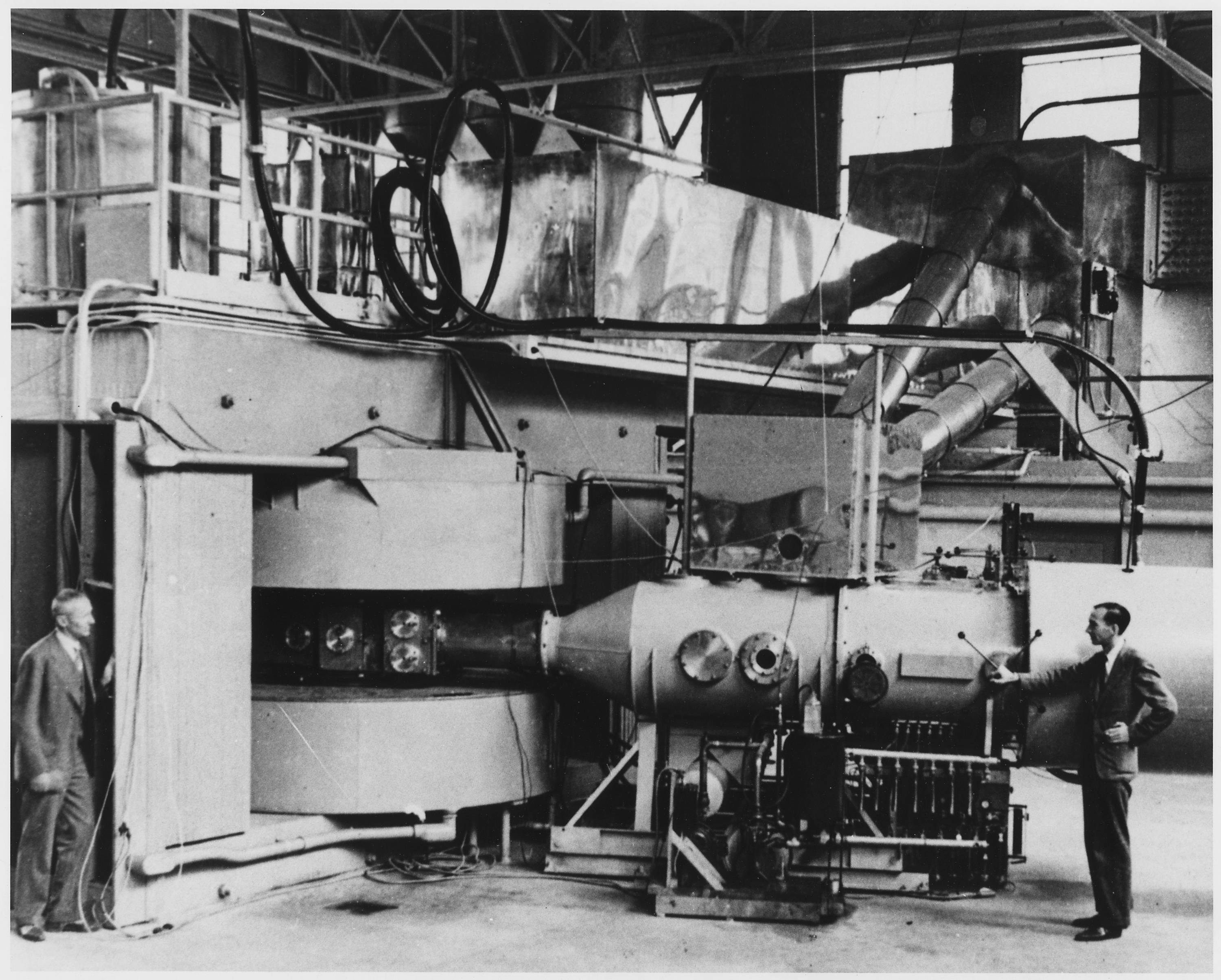
Cyclotron de 60 pouces à Berkeley.

Le curium a été découvert en 1944 à l'université de Californie par Glenn T. Seaborg, Ralph A. James et Albert Ghiorso. Dans leur série d'expériences, ils ont utilisé le cyclotron de 60 pouces (1,50 m) de l'Université de Californie à Berkeley. Après le neptunium et le plutonium, ce fut le troisième transuranien découvert depuis 1940. Sa fabrication a été réussie avant celle de l'américium, de numéro atomique pourtant inférieur d'une unité,.
Pour la fabrication d'un nouvel élément, on utilisait le plus souvent les oxydes de l'élément à irradier. Dans le cas présent, on déposait une solution de nitrate de plutonium 239 sur une feuille de platine de 0,5 cm2. La solution était alors évaporée, et le sel restant était chauffé suffisamment pour donner le dioxyde de plutonium PuO2. Après exposition dans le cyclotron, la couche était dissoute dans l'acide nitrique, puis précipitée par mélange avec une solution d'ammoniaque. Le reste était dissous avec de l'acide perchlorique. Une séparation finale avait lieu avec des échangeurs d'ions. Dans ces expériences, deux isotopes différents ont été produits : le curium 242 et le curium 240.
Le premier, 242Cm, a été obtenu en juillet/août 1944 par irradiation de plutonium 239 avec des particules α 4
2He, ce qui donne l'isotope cherché à la suite d'une réaction (α, n) :
239
94Pu + 4
2He → 242
96Cm + 1
0n.
L'identification se fait sans ambiguïté sur la base de l'énergie caractéristique de la particule α émise à la désintégration.
242
96Cm → 238
94Pu + 4
2He.
La demi-vie de cette désintégration a d'abord été mesurée à 150 j (meilleure mesure actuelle : 162,8 j).
Le deuxième isotope, 240Cm, de plus courte vie, qui est produit de la même manière par irradiation de 239Pu par des particules α, n'a été découvert par la même équipe qu'en mars 1945 :
239
94Pu + 4
2He → 240
96Cm + 3 1
0n.
La demi-vie de la désintégration α subséquente a tout d'abord été mesurée comme 27,6 j (valeur actuelle 27 j).
En raison de la continuation de la Seconde Guerre mondiale, la découverte du nouvel élément n'a d'abord pas été publiée. Le public ne l'apprit que d'une manière très curieuse : dans l'émission radio américaine Quiz Kids du 11 novembre 1945, un des jeunes auditeurs a demandé à Glenn Seaborg, invité de l'émission, si l'on avait découvert de nouveaux éléments, au cours de la recherche sur les armes atomiques. Seaborg répondit positivement et dévoila ainsi l'existence de cet élément, ainsi que celui immédiatement inférieur en numéro atomique, l'américium. Ceci arriva encore avant la présentation officielle à un symposium de l'American Chemical Society, le 16 novembre 1945.
La découverte des isotopes 242 et 240 du curium, leur production et leurs composés ont été brevetés plus tard sous le nom de « ELEMENT 96 AND COMPOSITIONS THEREOF », sous le seul nom d'inventeur de Glenn T. Seaborg.

Le nom de curium a été choisi par analogie avec « gadolinium », le métal des terres rares qui se trouve dans la classification périodique juste au-dessus du curium. Le nom du gadolinium avait été donné d'après le célèbre chercheur sur les terres rares, Johan Gadolin. Le choix de celui du curium fut fait en l'honneur de Pierre et Marie Curie, dont le travail scientifique avait ouvert la voie à la recherche sur la radioactivité : 
« Comme nom pour l'élément de numéro atomique 96, nous aimerions proposer « curium », avec le symbole Cm. Il y a des preuves que l'élément 96 contient 7 électrons 5f, et est donc analogue à l'élément gadolinium avec ses 7 électrons 4f dans la famille des terres rares. Sur cette base, l'élément 96 serait nommé d'après les Curie, de manière analogue à la désignation du gadolinium, en l'honneur du chimiste Gadolin. »

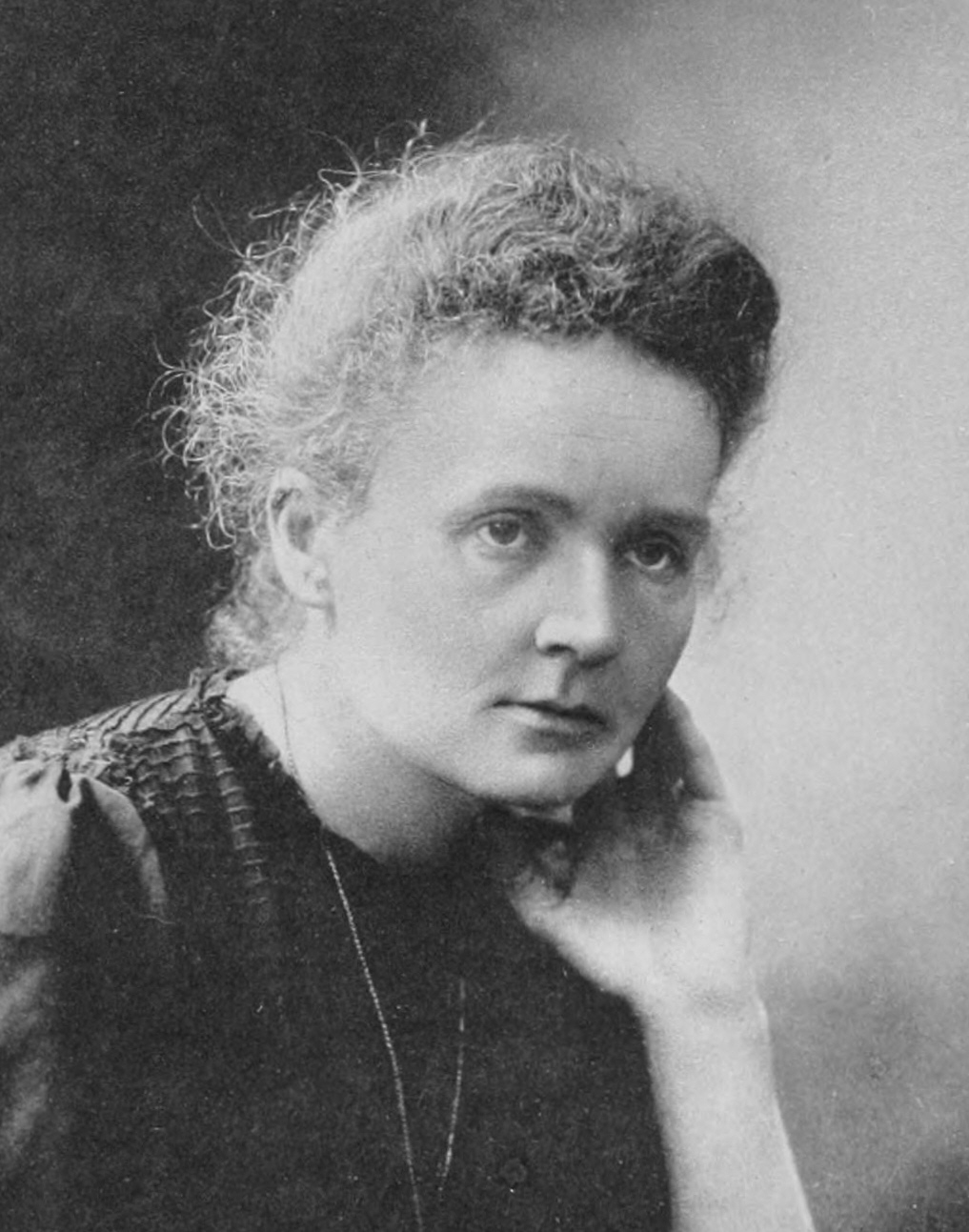
Marie Curie, 1911.
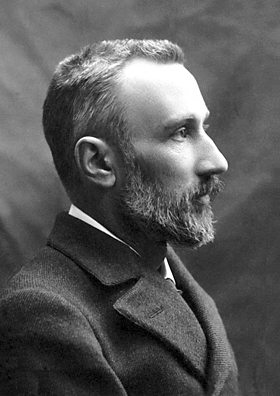
Pierre Curie.

La première quantité pondérable de curium a pu être réalisée en 1947 sous forme d'hydroxyde de Cm(III), par Louis B. Werner (de) et Isadore Perlman (en). Il s'agissait alors de 40 µg d'hydroxyde 242Cm(OH)3, obtenu par irradiation neutronique d'américium 241Am. Ce n'est qu'en 1951 qu'il a été présenté sous forme élémentaire par réduction de fluorure de Cm(III) CmF3 par du baryum,.

## Distribution
Il a été établi en 2016 que lors de ses débuts, le système solaire contenait du curium. Ce résultat a pu être obtenu en repérant dans une météorite un excès d'uranium 235, très probablement obtenu par désintégration du 247Cm.
247Cm est l'isotope de plus longue vie du curium, mais sa demi-vie n'est que de 15,6 × 106 a. Pour cette raison, tout le curium initial contenu par la Terre à sa formation s'est désintégré. On fabrique artificiellement du curium en petites quantités pour la recherche. En outre, il s'en trouve de petites quantités dans les combustibles usagés des réacteurs nucléaires.
Le curium présent dans l'environnement provient pour la plus grande part des tests de bombes atomiques atmosphériques, jusqu'en 1980. Il peut y avoir des concentrations locales supérieures, dues à des déchets nucléaires et autres tests d'armes atomiques. En tous cas, le curium ne contribue que de façon négligeable à la radioactivité naturelle.
Dans les déchets de la première bombe H américaine Ivy Mike le 1er novembre 1952 sur l'atoll d'Eniwetok, outre la première découverte d'einsteinium et de fermium, on a trouvé, à côté du plutonium et de l'américium, des isotopes du curium, du berkélium et du californium : en ce qui concerne le curium, surtout les isotopes 245Cm et 246Cm, 247Cm et 248Cm en plus petites quantités, ainsi que des traces de 249Cm. Ces résultats, couverts par le secret militaire, n'ont été publiés qu'en 1956.

## Obtention et préparation

### Obtention des isotopes du curium
Le curium se forme en petites quantités dans les réacteurs nucléaires. On n'en dispose actuellement dans le monde que de quelques kilogrammes, d'où son prix très élevé d'environ 160 US$ par milligramme pour 244Cm. Dans les réacteurs nucléaires, il se forme à partir de l'uranium 238U tout un ensemble de réactions nucléaires. Une étape importante dans ces processus est la capture neutronique ou réaction (n,γ), où le nucléide produit, qui est dans un état excité, perd son énergie en excès par rayonnement γ et se retrouve ainsi dans son état fondamental. Les neutrons libres nécessaires sont créés par les fissions des autres noyaux du réacteur. Dans ce processus nucléaire, la réaction (n,γ) est suivie de deux désintégrations β−, ce qui aboutit à la formation de plutonium 239Pu. Dans les réacteurs surrégénérateurs, cette réaction entraîne la formation de nouveau matériau fissile.
{\displaystyle \scriptstyle _{\,92}^{238}\mathrm {U} \,{\xrightarrow {(n,\gamma )}}\,_{\,92}^{239}\mathrm {U} \,{\xrightarrow[{23,5\,\mathrm {min} }]{\beta ^{-}}}\,_{\,93}^{239}\mathrm {Np} \,{\xrightarrow[{2,3565\,\mathrm {j} }]{\beta ^{-}}}\,_{\,94}^{239}\mathrm {Pu} }.
Les temps indiqués sont les demi-vies.
Ensuite, deux réactions (n,γ) suivies d'une désintégration β− conduisent à l'américium 241Am. Celui-ci conduit, après une nouvelle capture (n,γ) et une nouvelle désintégration β− au 242Cm :
{\displaystyle \scriptstyle _{\,94}^{239}\mathrm {Pu} \,{\xrightarrow {2(n,\gamma )}}\,_{\,94}^{241}\mathrm {Pu} \,{\xrightarrow[{14,35\,\mathrm {a} }]{\beta ^{-}}}\,_{\,95}^{241}\mathrm {Am} \,{\xrightarrow {(n,\gamma )}}\,_{\,95}^{242}Am\,{\xrightarrow[{16,02\,\mathrm {h} }]{\beta ^{-}}}\,_{\,96}^{242}\mathrm {Cm} }.
Pour les besoins de la recherche, le curium peut être obtenu de façon efficace à partir de plutonium, que l'on obtient en grande quantité à partir de combustibles nucléaires usagés. Il est irradié par une source de neutrons à haut flux. Les flux ainsi obtenus peuvent être beaucoup plus élevés que ce qu'il y a dans un réacteur, si bien qu'une autre chaîne de réactions prédomine sur celle décrite auparavant. 239Pu est transformé par 4 captures neutroniques (n,γ) successives en 243Pu, qui donne par désintégration β− de l'américium 243Am avec une demi-vie de 4,96 h. Ce dernier, après une nouvelle capture neutronique qui forme de l'244Am, subit une désintégration β− avec une demi-vie de 10,1 h pour donner finalement du 244Cm :
{\displaystyle \scriptstyle _{\,94}^{239}\mathrm {Pu} \,{\xrightarrow {4(n,\gamma )}}\,_{\,94}^{243}\mathrm {Pu} \,{\xrightarrow[{4,956\,\mathrm {h} }]{\beta ^{-}}}\,_{\,95}^{243}\mathrm {Am} \,{\xrightarrow {(n,\gamma )}}\,_{\,95}^{244}\mathrm {Am} \,{\xrightarrow[{10,1\,\mathrm {h} }]{\beta ^{-}}}\,_{\,96}^{244}\mathrm {Cm} \,{\xrightarrow[{18,11\,\mathrm {a} }]{\alpha }}\,_{\,94}^{240}\mathrm {Pu} }.
Cette réaction a lieu aussi dans les réacteurs nucléaires, si bien que l'on retrouve un peu de 244Cm dans les produits de retraitement du combustible nucléaire.
À partir du 244Cm, de nouvelles captures neutroniques ont lieu dans le réacteur et donnent en quantités toujours décroissantes des isotopes plus lourds. Pour la recherche, les isotopes 247Cm et 248Cm sont particulièrement appréciés en raison de leur longue vie.
{\displaystyle \scriptstyle _{96}^{A}\mathrm {Cm} \,+\,_{0}^{1}n\,\longrightarrow \,_{\ 96}^{A+1}\mathrm {Cm} \,+\,\gamma }.
Captures neutroniques (n,γ) pour les poids atomiques A=244 à 248, mais rarement pour A=249 ou 250.
Mais la production de 250Cm par ce processus est particulièrement défavorisée par la courte vie du 249Cm, ce qui rend improbables les captures neutroniques pendant cette courte vie. On peut produire 250Cm par désintégration α du californium 254Cf. Le problème est néanmoins que ce dernier se désintègre principalement par fission spontanée, et peu par désintégration α.
En raison des cascades de captures neutroniques et de désintégrations β−, le curium produit est toujours un mélange de divers isotopes. Leur séparation est particulièrement difficile.
Pour la recherche, on utilise de préférence 248Cm, en raison de sa longue vie. La méthode la plus efficace pour l'obtenir est la désintégration α du californium 252Cf, que l'on peut obtenir en grandes quantités en raison de sa longue vie. 248Cm obtenu de cette manière possède une pureté isotopique de 97 %. Actuellement, on en fabrique ainsi de 35 à 50 mg par an.
{\displaystyle \scriptstyle _{\,98}^{252}\mathrm {Cf} \,{\xrightarrow[{2,645\,a}]{\alpha }}\,_{\,96}^{248}\mathrm {Cm} }.
L'isotope 245Cm pur, intéressant pour la recherche seulement, peut être obtenu par désintégration α du californium 249Cf, que l'on obtient en très petite quantité de la désintégration β− du berkélium 249Bk.
{\displaystyle \scriptstyle _{\,97}^{249}\mathrm {Bk} \,{\xrightarrow[{330\,\mathrm {d} }]{\beta ^{-}}}\,_{\,98}^{249}\mathrm {Cf} \,{\xrightarrow[{351\,\mathrm {a} }]{\alpha }}\,_{\,96}^{245}\mathrm {Cm} }.

### Préparation du curium métallique
Le curium métallique peut s'obtenir par réduction de ses composés.
Tout d'abord, c'est le fluorure de curium(III) qui a été utilisé pour la réduction. À cette fin, ce fluorure est mis à réagir, en absence totale d'eau ou d'oxygène, dans un appareil en tantale ou en tungstène, avec du baryum ou du lithium métallique,,,,.
{\displaystyle \scriptstyle \mathrm {CmF} _{3}\,+\,3\,\mathrm {Li} \,\longrightarrow \,\mathrm {Cm} \,+\,3\,\mathrm {LiF} }.
La réduction de l'oxyde de curium(IV) par un alliage de magnésium et de zinc dans un flux de chlorure de magnésium et de fluorure de magnésium donne aussi du curium métallique.

## Propriétés

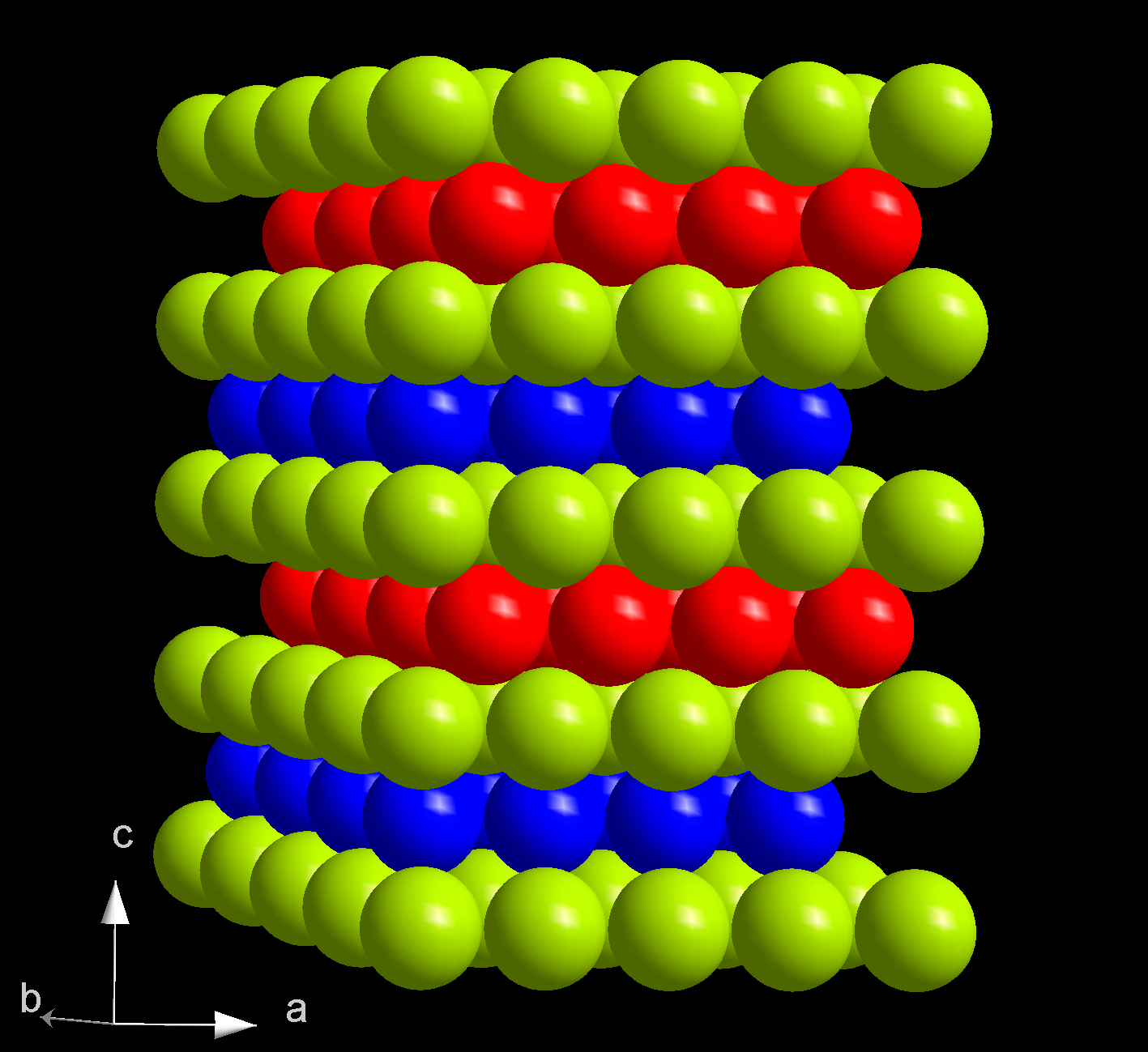
Empilement doublement hexagonal compact de sphères, avec la structure ABAC dans la structure cristalline α-Cm (A: vert ; B: bleu ; C: rouge).

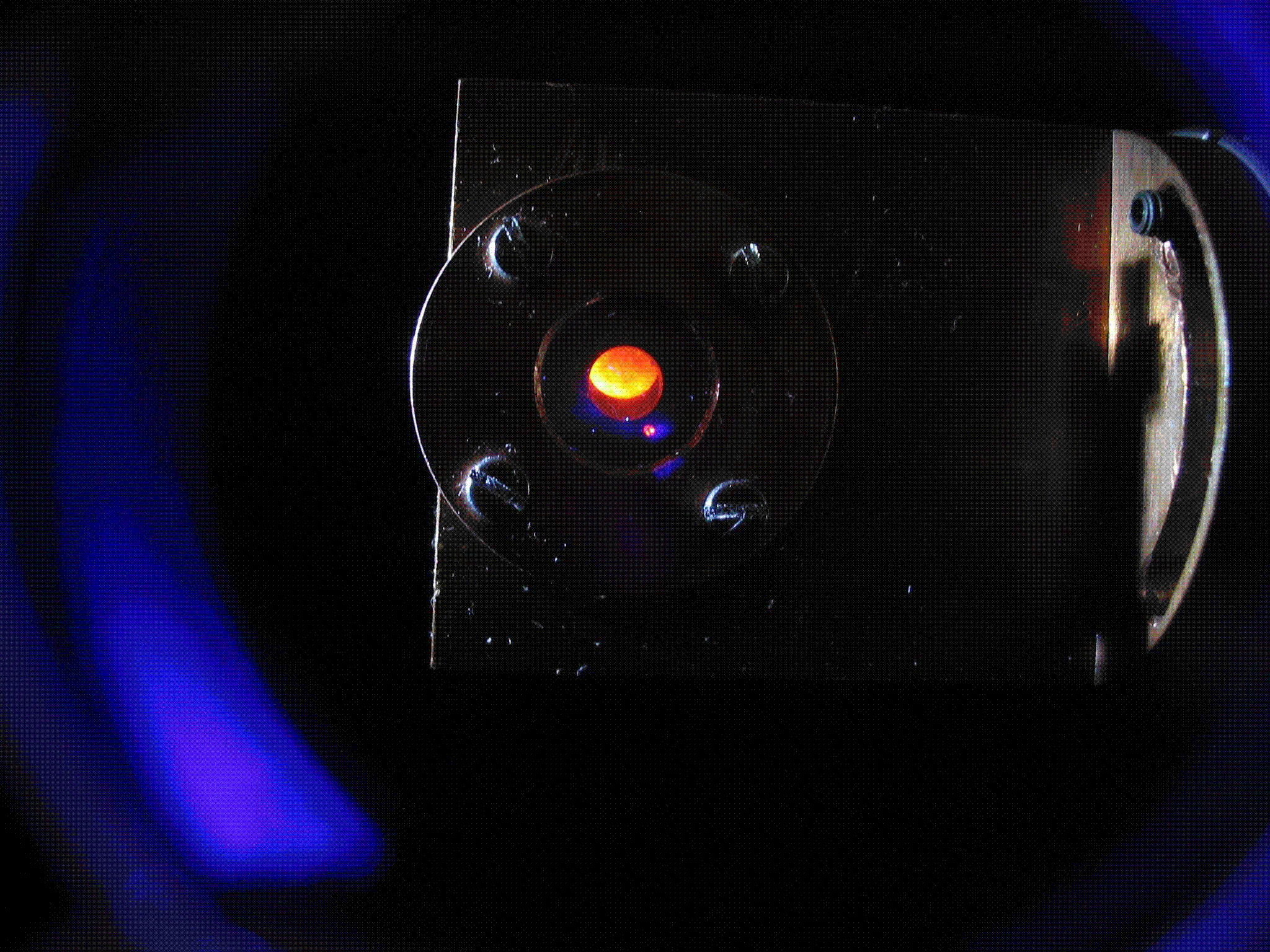
Fluorescence orange induite par laser dans les ions Cm3+.

### Propriétés physiques
Le curium est un métal artificiel radioactif. Il est dur et possède un aspect d'un blanc argenté, similaire au gadolinium, son analogue dans les lanthanides. Il lui ressemble également par ses autres propriétés physiques et chimiques. Son point de fusion à 1 340 °C est significativement plus élevé que ses prédécesseurs dans les transuraniens, le neptunium (637 °C), le plutonium (639 °C) et l'américium (1 173 °C). Par comparaison, le gadolinium fond à 1 312 °C. Le point d'ébullition du curium est à 3 110 °C.
Dans les conditions standard, il n'existe qu'une structure cristalline, le Cm-α, avec un réseau hexagonal de groupe {\displaystyle \scriptstyle P6_{3}/mmc\,}, avec les paramètres du réseau a = 365 pm et c = 1 182 pm, et 4 atomes par cellule élémentaire. Cette structure cristalline consiste en un double empilement hexagonal compact, avec une suite de couches de type ABAC, et elle est ainsi isotypique à celle de la structure α du lanthane.
Au-dessus d'une pression de 23 GPa, le Cm-α se transforme en Cm-β. Cette structure Cm-β a une structure cubique de groupe {\displaystyle \scriptstyle Fm{\bar {3}}m}, avec le paramètre de réseau a = 493 pm, c'est-à-dire un réseau cubique à faces centrées (fcc) compact, avec une suite de couches ABC.
La fluorescence des ions Cm(III) excités est suffisamment longue pour pouvoir l'exploiter en spectroscopie de fluorescence laser résolue en temps. La longueur de la fluorescence peut être expliquée par le grand écart en énergie entre le fondamental 8S7/2 et le premier état excité 6D7/2. Ceci permet une détection sélective de composés du curium parmi un lot bien plus important de processus de fluorescence plus brève d'autres ions métalliques ou substances organiques.

### Propriétés chimiques
Le degré d'oxydation du curium le plus stable est +3 (Cm2O3, Cm(OH)3). À l'occasion, on le rencontre aussi au degré d'oxydation +4 (CmO2),. Son comportement chimique ressemble beaucoup à celui de l'américium et de nombreux lanthanides. En solution aqueuse, l'ion Cm3+ est incolore, alors que Cm4+ est jaune pâle.
Les ions curium font partie des acides de Lewis forts et forment donc les complexes les plus stables avec les bases fortes. Dans ce cas, la formation de complexes n'a qu'une composante covalente très faible et se fonde plutôt sur les interactions ioniques. Le curium diffère dans son comportement de complexation des actinides précédemment connus comme le thorium et l'uranium, et ressemble par là aussi beaucoup aux lanthanides. Dans les complexes, il préfère une coordination à 9 éléments, avec la géométrie de trois prismes triangulaires se chevauchant.

### Aspects biologiques
Le curium ne possède, en dehors de son caractère radioactif (voir infra), aucune influence biologique spécifique. L'absorption de Cm3+ par des bactéries et des archées a été étudiée,.

### Propriétés fissiles
Les isotopes impairs du curium, en particulier 243Cm, 245Cm et 247Cm, en raison de leur haute section efficace, pourraient en principe servir de combustibles pour un réacteur thermique. En général, tous les isotopes, entre 242Cm et 248Cm, ainsi que 250Cm, peuvent soutenir une réaction en chaîne, même pour certains seulement avec des neutrons rapides. Dans un surrégénérateur rapide, n'importe quelle combinaison des isotopes indiqués ci-dessus pourrait être utilisée comme combustible. L'avantage en serait que pour le retraitement du combustible usagé, il n'y aurait pas besoin de recourir à la séparation isotopique, mais simplement une séparation chimique du curium des autres éléments.
La table suivante donne les masses critiques pour une géométrie sphérique sans modérateur ni réflecteur, puis avec réflecteur, et enfin avec réflecteur et modérateur :
| Isotope | Masse critique | Rayon          | + réflecteur | +réflecteur + modérateur |
| ------- | -------------- | -------------- | ------------ | ------------------------ |
| 242Cm   | 371 kg         | 40,1 cm        |              |                          |
| 243Cm   | 7,34 – 10 kg   | 10 – 11 cm     | 3 – 4 kg     | 155 g                    |
| 244Cm   | (13,5) – 30 kg | (12,4) – 16 cm |              |                          |
| 245Cm   | 9,41 – 12,3 kg | 11 – 12 cm     | 3 – 4 kg     | 59 g                     |
| 246Cm   |                | 18 – 21 cm     |              |                          |
| 247Cm   | 6,94 – 7,06 kg | 9,9 cm         | 3 – 4 kg     | 1,55 kg                  |
| 248Cm   | 40,4 kg        | 19,2 cm        |              |                          |
| 250Cm   |                | 16,0 cm        |              |                          |

Avec un réflecteur, les masses critiques des isotopes impairs se situent vers 3 à 4 kg. En solution aqueuse avec réflecteur, la masse critique tombe encore bien plus bas ; ces valeurs ne sont précises qu'à 15 % près, en raison de l'incertitude sur les données physiques pertinentes, et corrélativement, on trouvera des indications très variables selon les sources,. Mais en raison de sa rareté et de son prix élevé, le curium n'est pas utilisé comme combustible nucléaire, et selon la loi nucléaire allemande, il n'est pas classé comme tel.
Les isotopes impairs du curium, ici encore en particulier 245Cm et 247Cm, pourraient également, comme pour la construction de réacteurs, être utilisés pour la construction d'armes nucléaires. Des bombes au 243Cm devraient, en raison de la faible demi-vie de cet isotope, faire l'objet d'une maintenance importante. En outre, 243Cm, sous l'action de sa désintégration α dont il transforme l'énergie en chaleur, deviendrait excessivement chaud, ce qui compliquerait considérablement la construction d'une bombe. Mais le fait que les masses critiques sont pour certaines très petites pourrait permettre de construire des bombes miniaturisées. Cependant jusqu'à présent aucune activité de recherche dans ce sens n'a été publiquement évoquée, ce qui s'explique aussi par la faible disponibilité du curium.[Interprétation personnelle ?]

## Isotopes
On ne connaît que des radionucléides et aucun isotope stable. En tout, on connaît 20 isotopes et 7 états isomériques, de 233Cm à 252Cm. Les plus grandes demi-vies sont celles du 247Cm (15,6 × 106 ans) et du 248Cm (348 000 ans). Ensuite viennent 245Cm (8 500 ans), 250Cm (8 300 ans) et 246Cm (4 760 ans). L'isotope 250Cm est une curiosité, car une grande majorité (environ 86 %) de ses désintégrations sont des fissions spontanées.
Les isotopes du curium les plus utilisés techniquement sont 242Cm, avec une demi-vie de 162,8 j, et 244Cm avec 18,1 ans.
Les sections efficaces pour la fission induite par des neutrons thermiques sont d'environ :
| 242Cm | 243Cm | 244Cm | 245Cm   | 246Cm  | 247Cm | 248Cm  |
| 5 b   | 620 b | 1,1 b | 2 100 b | 0,16 b | 82 b  | 0,36 b |

Ceci correspond à la règle selon laquelle la plupart des nucléides transuraniens de nombre de neutrons impair sont « facilement fissiles thermiquement ».

## Utilisation

### Générateur thermoélectrique à radioisotope
Le curium fait partie des substances les plus radioactives. Comme les deux isotopes préférentiellement engendrés dans les réacteurs, 242Cm et 244Cm, n'ont que de courtes demi-vies (respectivement 162,8 j et 18,1 ans), avec des énergies α de 6 MeV environ, ils présentent une bien plus grande activité que par exemple le radium 226Ra, engendré dans la chaîne de désintégration naturelle uranium-radium et qui a une demi-vie de 1 600 ans. Cette radioactivité engendre une grande quantité de chaleur : 244Cm émet 3 W/g, et 242Cm monte jusqu'à 120 W/g. Ces isotopes du curium peuvent, en raison de leur très grande émission de chaleur, être utilisés dans des générateurs thermoélectriques à radioisotope, sous la forme d'oxyde de curium(III) (Cm2O3), pour l'alimentation en énergie électrique, par exemple dans les sondes spatiales. Dans ce but, on a de préférence étudié l'utilisation du 244Cm. En tant qu'émetteur α, il lui faut un blindage notablement plus mince que pour un émetteur β. Cependant, son taux de fission spontanée, et de neutrons et γ associés, sont plus élevés que pour 238Pu. La combinaison d'un blindage plus lourd contre les γ, d'un taux d'irradiation neutronique supérieur et d'une demi-vie plus courte donnent finalement l'avantage au 238Pu avec sa demi-vie de 87,7 ans.
On a aussi essayé 242Cm pour remplacer 238Pu dans les générateurs thermoélectriques à radioisotope pour pacemakers. En effet, 238Pu engendré dans les réacteurs est toujours contaminé par du 236Pu venant de la réaction (n,2n) du 237Np. Or celui-ci contient dans sa chaîne de désintégration du thallium 208Tl, qui est un puissant émetteur gamma. Un défaut semblable arrive au 238Pu fabriqué par irradiation par deutons de l'uranium. Les autres isotopes du curium produits tout simplement en quantités significatives dans les réacteurs conduisent vite dans leur chaîne de désintégration à des isotopes de longue vie, dont le rayonnement pour la construction de pacemakers n'a plus d'importance.

### Spectromètres X

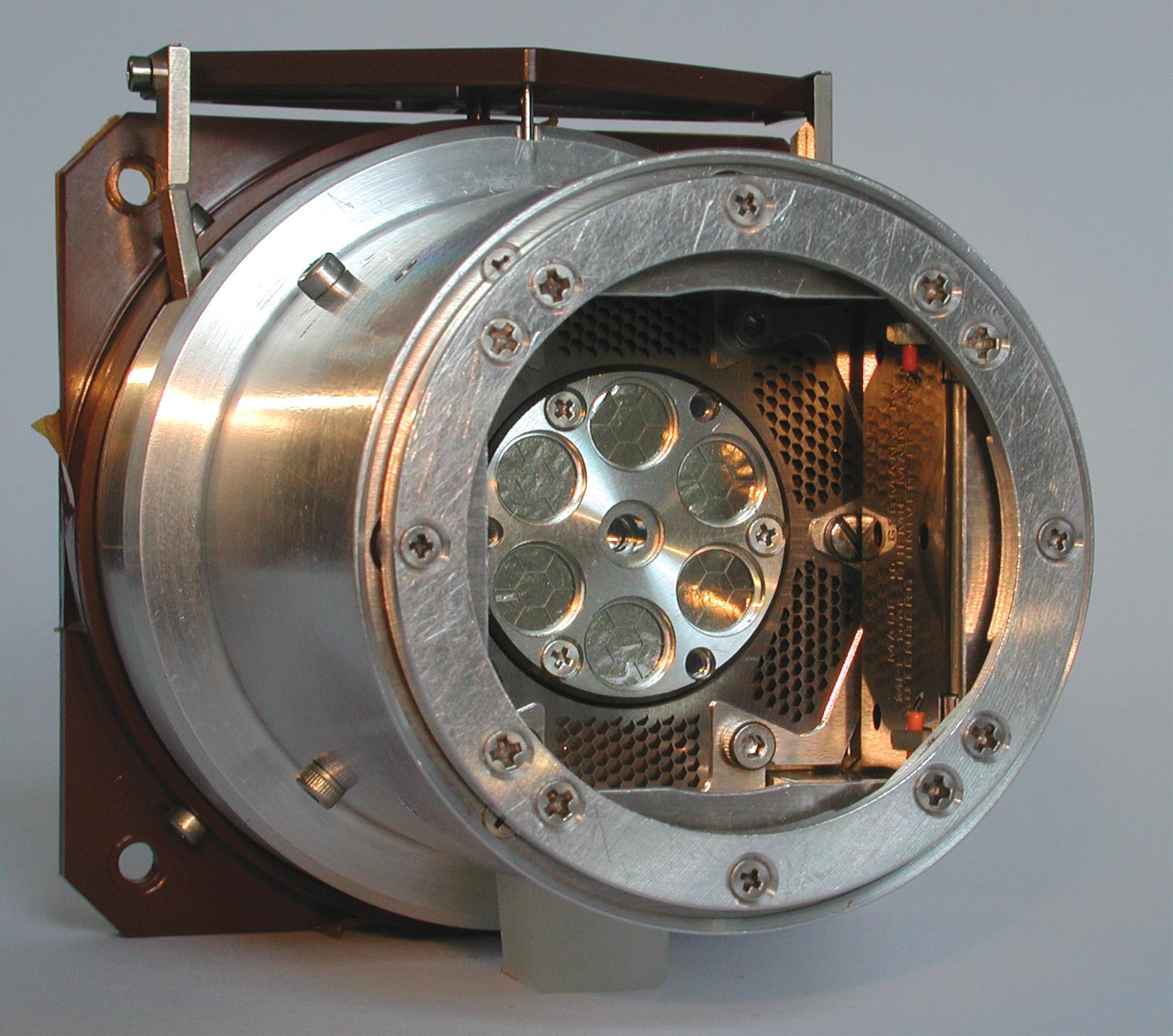
Le type APXS de Spirit et Opportunity.

Le 244Cm sert de source de rayonnement α dans les spectromètres X à particules α (APXS) mis au point à Mayence par l'institut de chimie Otto Hahn de la Société Max-Planck, avec lesquels les véhicules martiens Sojourner, Spirit et Opportunity ont analysé chimiquement la roche sur le sol de la planète Mars. L'atterrisseur Philaé de la sonde spatiale Rosetta est muni d'un APXS, pour analyser la composition de la comète 67P/Tchourioumov-Guerassimenko.
Les sondes lunaires Surveyor 5 à 7 avaient également des spectromètres alpha à bord. Mais ceux-ci travaillaient avec du 242Cm et mesuraient les protons éjectés par les particules α, ainsi que les particules α rétrodiffusées (renvoyées en arrière),.

### Production d'autres éléments
Le curium sert aussi de matière première pour la production de transuraniens et transactinides plus élevés. C'est ainsi que par exemple, l'irradiation de 248Cm par des noyaux d'oxygène 18O ou de magnésium 26Mg conduit respectivement aux éléments seaborgium (265Sg) et hassium (269Hs et 270Hs).

## Mesures de sécurité
Les degrés de danger indiqués dans la liste allemande Règlement sur les substances dangereuses (de) n'existent pas pour le curium et ses composés, car ils ne concernent que la dangerosité sur le plan chimique, qui joue un rôle totalement négligeable par rapport à ceux relatifs à la radioactivité. Cette dernière n'est de toute façon importante que quand il s'agit de quantités appréciables de matière.
Comme il n'existe que des isotopes radioactifs du curium, cet élément ne doit faire l'objet, comme ses composés, de manipulations que dans des laboratoires spécialisés, qui ont leurs propres règles de sécurité. La plupart des isotopes courants sont des émetteurs α, dont l'incorporation doit être évitée par tous moyens. Une grande partie des isotopes se désintègre partiellement au moins par fission spontanée. Le large spectre des produits de fission qui en résultent, et qui sont à leur tour souvent eux-mêmes radioactifs, éventuellement émetteurs γ de haute énergie, présente un risque supplémentaire, que l'on doit prendre en compte dans l'élaboration des consignes de sécurité.

### Effets sur le corps
Si le curium est absorbé avec la nourriture, il est excrété pour la plus grande partie en quelques jours, et seulement 0,05 % parviennent à la circulation générale. Cette quantité se dépose à 45 % dans le foie, à 45 % dans les os et les 10 % restants sont éliminés. Dans les os, le curium se dépose en particulier à la limite entre le corps osseux et la moelle, inhibant ainsi la production de globules sanguins (hématopoïèse). Une diffusion ultérieure vers la corticale ne se produit ensuite que lentement.
Par inhalation, le curium entre nettement plus fort dans le corps, ce qui rend cette forme d'incorporation le plus haut risque pour le travail avec le curium. La charge totale admissible pour le corps humain par le 244Cm (sous forme soluble) est de 0,3 µCi.
Dans des expériences sur les rats, on a observé après injection intraveineuse de 242Cm et de 244Cm une augmentation du taux de cancer des os, dont la survenue est considérée comme le principal danger de l'incorporation de curium chez l'homme. L'inhalation des isotopes a conduit au cancer du poumon et au cancer du foie.

## Problèmes liés au retraitement des déchets nucléaires
Dans les réacteurs nucléaires exploités dans des conditions raisonnablement économiques (c'est-à-dire avec une grande durée d'utilisation du combustible), il se forme de façon physiquement inévitable des isotopes du curium par réactions (n,γ) suivies de désintégrations β− (voir supra). Une tonne de combustible usagé contient en moyenne environ 20 g d'isotopes divers du curium. Parmi eux se trouvent des émetteurs α avec des nombres de masse de 245  à   248, qui en raison de leur relativement longue demi-vie sont indésirables dans les stockages définitifs, et doivent donc être comptés parmi les déchets transuraniens. Une diminution de leur radiotoxicité à longue période dans les stockages définitifs serait possible en séparant les isotopes à longue vie des combustibles irradiés.
Pour l'élimination du curium, on explore actuellement la stratégie de séparation & transmutation. Le processus envisagé comporte 3 étapes : séparation chimique du combustible usé, groupement des éléments, et suite spécifique à chaque groupe pour obtenir un reste susceptible de stockage définitif. Dans le cadre de ce processus, les isotopes du curium seraient exposés à une irradiation par neutrons dans des réacteurs spécialisés, jusqu'à être transformés en nucléides à courte vie. La mise au point d'un tel processus fait actuellement[Quand ?] l'objet d'études, dont le but n'est pas encore atteint actuellement[Quand ?].

## Composés et réactions

### Oxydes
Le curium est facilement attaqué par l'oxygène. Il existe des oxydes de curium avec les degrés d'oxydation +3 (Cm2O3) et +4 (CmO2). On connaît aussi l'oxyde bivalent CmO.
On peut obtenir l'oxyde de curium(IV) noir directement à partir des éléments. Il suffit de chauffer le curium métallique en présence d'air ou d'oxygène. Pour de petites quantités, on préfèrera le chauffage de sels de curium, comme l'oxalate de curium(III) (Cm2(C2O4)3) ou le nitrate de curium(III) (Cm(NO3)3), la manipulation du curium métallique restant délicate.
À partir de l'oxyde de curium(IV), on peut obtenir l'oxyde de curium(III) blanchâtre par décomposition thermique dans le vide (environ 0,01 Pa) à 600 °C :
{\displaystyle \scriptstyle 4\,\mathrm {CmO} _{2}\,{\xrightarrow {\Delta T}}\,2\,\mathrm {Cm_{2}O} _{3}\,+\,\mathrm {O} _{2}}
Une autre voie est la réduction de l'oxyde de curium(IV) par l'hydrogène moléculaire.
La plus grande partie du curium présent dans la nature (voir supra) est sous forme de Cm2O3 et de CmO2.

### Halogénures
On connaît des halogénures de curium à base des 4 halogènes stables.
Le fluorure de curium(III) incolore (CmF3) peut être obtenu par précipitation de solutions contenant du Cm(III) avec des ions fluorures. On n'obtient le fluorure de curium tétravalent (CmF4) que par transformation de fluorure de Cm(III) par du fluor moléculaire :
{\displaystyle \scriptstyle 2\,\mathrm {CmF} _{3}\,+\,\mathrm {F} _{2}\,\longrightarrow \,2\,\mathrm {CmF_{4}} }
Une série de fluorures complexes de la forme M7Cm6F31, où M est un métal alcalin sont connus.
Le chlorure de curium(III) incolore (CmCl3) peut être obtenu par réaction sur l'hydroxyde de curium(III) (Cm(OH)3) de chlorure d'hydrogène (HCl) sec. Le chlorure de curium(III) peut être utilisé pour la synthèse de bromure de curium(III) (vert clair) et d'iodure de curium(III) (incolore). Pour ce faire, il faut déplacer le chlore par l'halogénure d'ammonium convenable :
{\displaystyle \scriptstyle \mathrm {CmCl} _{3}\,+\,3\,\mathrm {NH_{4}I} \,\longrightarrow \,\mathrm {CmI} _{3}\,+\,3\,\mathrm {NH_{4}Cl} }

### Sels de chalcogènes et de pnictogènes
Parmi les sels de chalcogènes, on connaît les sulfures et séléniures. On peut les obtenir par action de soufre ou de sélénium gazeux purs à haute température.
Les sels de pnictogènes du type CmX sont connus pour les éléments X = azote, phosphore, arsenic et antimoine. Leur production peut avoir lieu par action de ces éléments à haute température sur de l'hydrure de curium(III) (CmH3) ou sur du curium métallique.

### Composés organo-métalliques
De façon semblable à l'uranocène, un composé organo-métallique dans lequel l'uranium est complexé par deux ligands de cyclooctatétraène, les complexes correspondants ont été présentés pour le thorium, le protactinium, le neptunium et l'américium. La théorie des orbitales moléculaires laisse supposer qu'un composé analogue, (η8-C8H8)2Cm, un « curocène » pourrait être synthétisé, mais on n'y est pas encore arrivé.